# Tumulus de Tanouédou
Le tumulus de Tanouédou ou  tumulus de Danouédou est situé à Bourbriac dans le département français des Côtes-d'Armor.

## Protection
L'ensemble est classé au titre des monuments historiques en 1889.

## Description
Le tumulus renferme un dolmen daté du Bronze ancien. Il a fait l'objet de fouilles en 1854 et 1865.